# Виртуальный терминал
В открытых системах, виртуальный терминал (virtual terminal) VT — прикладная служба которая:
1. Позволяет терминальным серверам в многопользовательской сети взаимодействовать с другими серверами вне зависимости от типа терминала и его характеристик,
2. Позволяет администраторам локальной сети удалённо входить в систему с целью управления,
3. Позволяет пользователям получать доступ к информации, расположенной на других серверах,
4. Служит в качестве резервного средства.[1]

Программа PuTTY является примером виртуального терминала.
Сектор стандартизации электросвязи МСЭ (ITU-T) определяет протокол виртуального терминала, основываясь на протоколах прикладного уровня сетевой модели OSI. Однако, протокол виртуального терминала не нашел широкого использования в Интернете.